# Meg Tilly
Meg Tilly (nacida como Margaret Elizabeth Chan; Long Beach, California, 14 de febrero de 1960) es una novelista, bailarina y actriz canadoestadounidense.

## Biografía
Nacida como Margaret Elizabeth Chan, es la cuarta hija del empresario Harry Chan y de la profesora de escuela canadiense Patricia Chan (de soltera Tilly).
Su padre era chinoestadounidense y su madre tiene ascendencia irlandesa, amerindia y finlandesa. 
Su infancia la pasó en la Columbia Británica. Se graduó en la Esquimalt High School de Victoria (Columbia Británica). Tiene un hermano, Steve, y dos hermanas, Jennifer y Rebecca.
Meg Tilly se casó en 1983 con el productor de cine Tim Zinnemann, con quien tuvo dos hijos: Emily (n. 1984) y David (n. 1986), y se divorciaron en 1989. Mantuvo una relación con el actor británico Colin Firth de 1989 a 1994, con quien tuvo a su hijo Will (n. 1990). Su segundo marido, 30 años mayor que ella, fue John Calley (1995-2002). Actualmente está casada con el escritor Don Calame.

## Carrera de intérprete
Durante su adolescencia estuvo integrada en las compañías de danza Connecticut Ballet Company y Throne Dance Theatre. Debutó en escena audiovisual en la película Fama de Alan Parker de 1980. Su carrera de bailarina se malogró a causa de una seria lesión de espalda que produjo su pareja de danza al dejarla caer.
A partir de entonces se convierte en actriz. Interpretó a una prostituta en un episodio de la segunda etapa de la serie de TV Canción Triste de Hill Street (Hill Street Blues). Después actuó en las películas Reencuentro y Psicosis II antes de su aclamado papel protagónico en Agnes de Dios por el que fue nominada al Óscar y ganó un Globo de Oro. Luego apareció en Valmont y The Two Jakes con Jack Nicholson y en Leaving Normal, así como en el filme de terror Secuestradores de cuerpos de 1993.
Meg Tilly era la primera opción para el papel de Constance Mozart en la película de Milos Forman Amadeus, con gran aprecio de su trabajo en los ensayos tanto de parte del que iba a ser su coprotagonista, Tom Hulce, como del director. Sin embargo tuvo que abandonar el proyecto debido a lesionarse una pierna jugando al fútbol y el papel fue a parar a Elizabeth Berridge. Tilly interpretó el papel de Santa Madre, una especie de papisa, en el episodio "Unvanquished" de la serie de TV Caprica.
Volvió a los escenarios teatrales en 2011 con la obra ¿Quién teme a Virginia Woolf? de Edward Albee, presentada por el Blue Ridge Repertory Theatre en Victoria, B.C.
En 2012 Global Television de Canadá presentó la serie de seis episodios Bomb Girls, que trata sobre mujeres que trabajan el fábricas de municiones durante la Segunda Guerra Mundial. Tilly encarna a Lorna, la insensible capataz que florece como líder y mujer atractiva.

## Carrera literaria
Meg Tilly escribió la novela Singing Songs, una serie de cuadros sobre una chica cuyo padrastro abusa sexualmente de ella y de sus hermanas. Su segunda novela, Gemma, apareció en octubre de 2006. Su tercera novela, Porcupine, resultó finalista en el Premio de Literatura Infantil Sheila A. Egoff. En el 2008, se publicó su novela First Time.[cita requerida]

## Premios
Academia de Cine de Ciencia Ficción, Fantasía y Terror de los EE.UU.
- 1984, nominada a Mejor Actriz por su papel en Psicosis II

Premios Oscar de la Academia de Cine (Academy Awards)
- 1986, nominada a Mejor Actriz Secundaria por Agnes de Dios

Premios Globo de Oro (Golden Globe Awards)
- 1986, Premio a Mejor Actriz Secundaria en Película por Agnes de Dios

## Filmografía

### Cine y televisión
| Año  | Título                              | Papel             | Notas                                                        |
| ---- | ----------------------------------- | ----------------- | ------------------------------------------------------------ |
| 1980 | Fama                                | Bailarina         |                                                              |
| 1981 | The Trouble with Grandpa            | Dorie             | Telefilme                                                    |
| 1982 | Hill Street Blues                   | Prostituta        | Teleserie; 2.ª temporada, episodio: "Some Like It Hot-Wired" |
| 1982 | Tex                                 | Jamie Collins     |                                                              |
| 1983 | One Dark Night                      | Julie Wells       |                                                              |
| 1983 | Psicosis II                         | Mary Loomis       |                                                              |
| 1983 | Reencuentro                         | Chloe             |                                                              |
| 1984 | Impulse                             | Jennifer          |                                                              |
| 1985 | Agnes de Dios                       | Hermana Agnes     |                                                              |
| 1986 | Off Beat                            | Rachel Wareham    |                                                              |
| 1988 | Masquerade                          | Olivia Lawrence   |                                                              |
| 1988 | The Girl in a Swing                 | Karin             |                                                              |
| 1989 | Nightmare Classics: "Carmilla"      | Carmilla          |                                                              |
| 1989 | Valmont                             | Madame de Tourvel |                                                              |
| 1990 | In the Best Interest of the Child   | Jennifer Colton   | Telefilme                                                    |
| 1990 | The Two Jakes                       | Kitty Berman      |                                                              |
| 1992 | Leaving Normal                      | Marianne          |                                                              |
| 1993 | Road to Avonlea: "Evelyn"           | Evelyn Grier      | Teleserie                                                    |
| 1993 | Body Snatchers                      | Carol Malone      |                                                              |
| 1993 | Fallen Angels: "Dead End for Delia" | Lois Weldon       | Teleserie                                                    |
| 1994 | Winnetka Road                       | George Grace      | Teleserie                                                    |
| 1994 | Sleep with Me                       | Sarah             |                                                              |
| 1994 | Trick of the Eye                    | Faith Crowell     | Telefilme                                                    |
| 1995 | Journey                             | Min               | Telefilme                                                    |
| 1996 | Last Dance                          | Estríper          |                                                              |
| 2010 | Caprica: "Unvanquished"             | Santa Madre       | Teleserie                                                    |
| 2012 | Bomb Girls                          | Lorna Corbett     | Teleserie                                                    |
| 2022 | Chuky                               | Ella misma        | Serie de televisión                                          |
| 2024 | Ordinary Angels                     | -                 | Solo guionista                                               |

## Premios y nominaciones
Premios Óscar
| Año  | Categoría              | Trabajo nominado | Resultado |
| ---- | ---------------------- | ---------------- | --------- |
| 1986 | Mejor actor de reparto | Agnes de Dios    | Nominada  |